# Polycelis tenuis
Polycelis tenuis és una espècie de triclàdide planàrid que habita a l'aigua dolça d'Europa.

## Descripció
L'aspecte extern de P. tenuis és molt similar al de P. nigra però es poden distingir si s'analitza la morfologia de l'aparell copulador. El penis de P. tenuis té forma de con i presenta nombroses espines petites. Pot presentar dos adenodàctils.